# تاوی تاوی
تاوی تاوی (Tawi-Tawi) یکی از استان‌های کشور فیلیپین است. این استان در جنوب جزیرهٔ میندانائو قرار گرفته است.
مرکز این استان شهر پانگلیما سوگالا است. جمعیت آن حدود سیصد و بیست هزار نفر است. مساحت این استان هزار و هشتاد کیلومتر مربع است .